# Tefrochronologia
Tefrochronologia – geochronologiczna metoda sedymentacyjna stosowana do datowania osadów w geologii i archeologii. Wiek osadów w tej metodzie określany jest na podstawie identyfikacji warstw tefry zbudowanych z popiołów wulkanicznych, pochodzących z wybuchów wulkanów o znanej już chronologii. Każda warstwa popiołu wulkanicznego ma specyficzny skład chemiczny i mineralny, na podstawie którego ustala się poziomy przewodnie. Popioły wulkaniczne rozprzestrzeniają się na duże odległości i opadają na powierzchnię ziemi lub dna zbiorników wodnych. Poziomy te służą następnie do korelacji utworów powstałych w różnych środowiskach, zarówno morskich jak i lądowych.